# Епархия Сен-Дени-де-ла-Реюньон
Епархия Сен-Дени-де-ла-Реюньон (лат. Dioecesis S. Dionysii Reunionis) — епархия Римско-Католической Церкви, расположенная на острове Реюньон, заморская территория Франции. Епархия Сен-Дени-де-ла-Реюньон подчиняется непосредственно Ватикану (Дикастерии по евангелизации). Кафедральный собор — Сен-Дени-де-ла-Реюньон. Прелат — епископ Паскаль Чейн-Тенг (кит. — 曾慶輝). Епископ-эмерит — епископ Жильбер Гийом Мари-Жан Обри.
Персональный состав епархии: 125 священников (52 епархиальных, 73 монашествующих), 26 диаконов, 305 монашествующих (85 братьев, 220 сестер), 3 семинариста.

## История
В 1712 году Святым Престолом была учреждена Апостольская префектура Островов Индийского океана, выделившаяся из епархии Малакки (сегодня — Архиепархия Сингапура).
В 1772 году резиденция епископа была переведена с острова Реюньон на остров Маврикий.
В 1818 году Апостольская префектура островов Индийского океана была переименована в Апостольскую префектуру Бурбон,
В 1841 году апостольская префектура Бурбона передала территорию острова Мадагаскар апостольской префектуре Мадагаскара (сегодня — Архиепархия Антананариву).
В 1850 году апостольская префектура Бурбона была преобразована в епархию Сен-Дени-де-ла-Реюньон. В этот же день епархия Сен-Дени-да-ла-Реюньон вошла в митрополию Бордо.

## Ординарии епархии
- епископ Флориан-Жюль-Феликс Депре (22.06.1850 — 19.03.1857);
- епископ Арман-Рене Мопуэн (14.02.1857 — 10.07.1871);
- епископ Виктор-Жан-Франсуа-Полен Деланнуа (10.02.1872 — 18.12.1876);
- архиепископ Эдмон-Фредерик Фюзе (12.10.1887 — 19.01.1893);
- архиепископ Доминик-Клеман-Мари Суле (10.10.1876 — 30.11.1880);
- епископ Жозеф Кольдефи (17.02.1881 — 18.01.1887);
- епископ Жак Поль Антонен Фабр (26.11.1892 — 26.12.1919);
- Епископ Жорж-Мари де Лабонниньер де Бомон (26.12.1919 г. - 23.07.1934), спиритан;
- епископ Франсуа-Эмиль-Мари Клере де Лангаван (10.12.1934 — 21.10.1934), спиритан;
- епископ Жорж-Анри Гибер (7.11.1960 — 19.02.1975), спиритан;
- епископ Жильбер Гийом Мари-Жан Обри (20.11.1975 — 19.07.2023);
- епископ Паскаль Чейн-Тенг (19.07.2023 — по настоящее время).

## Источник
- Annuario Pontificio, Libreria Editrice Vaticana, Città del Vaticano, 2003, ISBN 88-209-7422-3